# Schwarzer Stummelaffe
Der Schwarze Stummelaffe (Colobus satanas) ist eine Primatenart aus der Gruppe der Stummelaffen. Er wird auch Satansaffe genannt, doch wird diese Bezeichnung häufiger auf den südamerikanischen Satansaffen aus der Gruppe der Sakiaffen angewandt.

## Merkmale

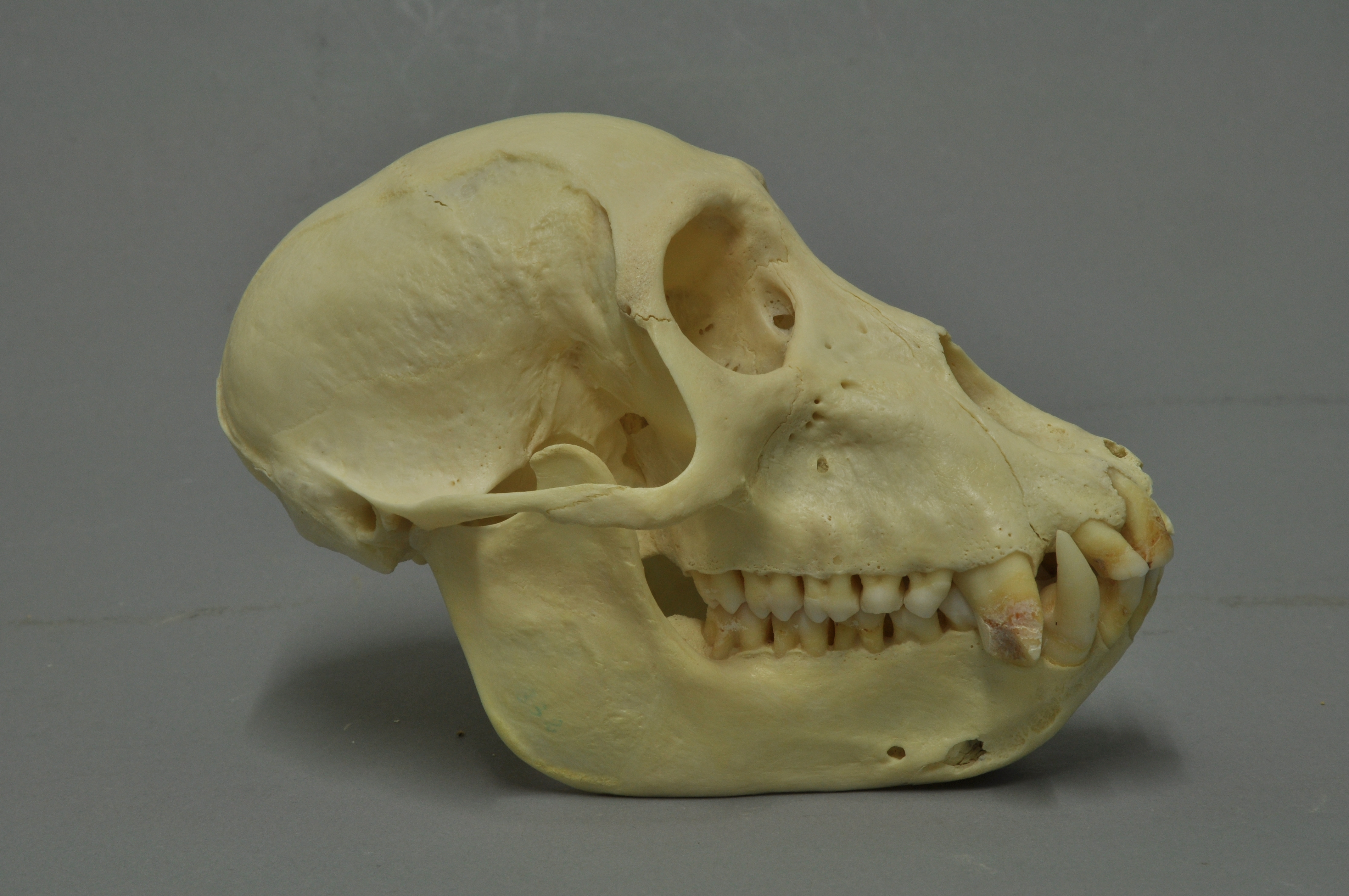
Schädel (Sammlung Museum Wiesbaden)

Von den anderen Vertretern der Schwarz-weißen Stummelaffen unterscheidet sich diese Art durch ihr gänzlich schwarzes Fell; die bei den anderen Arten vorhandenen weißen Schultermähnen oder Barthaare fehlen ihr. Der Körper ist schlank gebaut, der Schwanz sehr lang. Wie bei allen Stummelaffen ist der Daumen als Anpassung an die baumbewohnende Lebensweise zurückgebildet.

## Verbreitung und Lebensraum

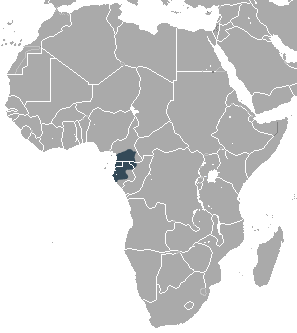
Verbreitungsgebiet des Schwarzen Stummelaffen

Schwarze Stummelaffen leben im mittleren Afrika. Ihr Verbreitungsgebiet umfasst das südliche Kamerun, Äquatorialguinea einschließlich der Insel Bioko und Gabun, möglicherweise leben sie auch in der Republik Kongo. Ihr Lebensraum sind tropische Regenwälder.

## Lebensweise
Diese Primaten sind tagaktiv und halten sich meist auf den Bäumen auf. Im Gegensatz zu anderen Schwarz-weißen Stummelaffen leben sie nicht in Haremsgruppen mit nur einem Männchen, sondern in Mehrmännchengruppen mit mehreren Weibchen und dem dazugehörigen Nachwuchs. Darum sind auch die Reviere größer.
Im Gegensatz zu den übrigen, vorwiegend blätterfressenden Schwarz-weißen Stummelaffen nehmen diese Tiere vorwiegend Samen zu sich, gelegentlich ergänzt durch junge Blätter, Früchte und Blüten. Die Zähne dieser Art sind als Anpassung größer und flacher als bei den übrigen Vertretern ihrer Gattung.

## Bedrohung
Die Hauptbedrohungen stellen die fortschreitende Zerstörung ihres Lebensraums und die Bejagung wegen ihres Felles und Fleisches dar. Die IUCN listet die Art als gefährdet (vulnerable).